# 옥모부인
옥모부인 김씨(玉帽夫人 金氏)는 구도 갈문왕과 술례부인의 딸이다. 9대왕 벌휴왕의 아들 석골정과 결혼하여, 11대왕 조분왕과 12대왕 첨해왕을 낳았다.

## 가계
- 아버지 : 구도 갈문왕
- 어머니 : 술례부인 박씨
- 남편 : 석골정
  - 아들 : 11대왕 조분 이사금
  - 며느리 : 아이혜부인 석씨(阿爾兮夫人 昔氏)
    - 손녀 : 명원부인 석씨 , 석우로와 혼인
    - 손녀 : 광명부인 석씨, 13대왕 미추 이사금과 혼인
    - 손자 : 석걸숙(昔乞淑)
      - 증손자 : 15대왕 기림 이사금

  - 며느리 : 박씨 , 내음 갈문왕의 딸
    - 손자 : 유례 이사금

  - 아들 : 12대왕 첨해이사금
  - 딸 : 왕후 석씨, 10대왕 내해 이사금과 혼인
    - 외손자 : 석우로
    - 외손자 : 석이음